# 田島彦太郎
田島 彦太郎（たじま ひこたろう、1894年（明治27年）8月5日 - 1946年（昭和21年）4月3日）は、大日本帝国陸軍軍人。最終階級は陸軍中将。

## 経歴
1894年（明治27年）に岩手県で生まれた。陸軍士官学校第27期、陸軍大学校第37期卒業。1937年（昭和12年）8月2日に第8師団参謀に就任して満州に駐屯し、11月1日に陸軍騎兵大佐に進級した。1938年（昭和13年）8月に騎兵第9連隊長（第11軍・第9師団）に転じ、武漢攻略戦に出動。1939年（昭和14年）10月に第41師団参謀長（第1軍）に就任し、臨汾を根拠地として晋南作戦、郷寧作戦、晋中作戦、中原会戦などを戦う。
1941年（昭和16年）7月7日に北支那方面軍特務部長に就任し、中華民国国民政府の指導や、宣撫工作に任じ、8月25日に陸軍少将に進級。1943年（昭和18年）2月に騎兵第3旅団長（関東軍・第5軍）に転じ、宝清に駐屯した。1944年（昭和19年）7月に独立混成第61旅団長（第14軍）に就任し、バタン諸島・バブヤン諸島で米軍の上陸に備えた。1945年（昭和20年）4月30日に陸軍中将に進級した。7月に独立混成第61旅団は第10方面軍に編入され、台湾への移駐を命じられたが、移動することなく終戦を迎えた。
終戦後は戦犯として逮捕され、カンルーバン収容所に収監された。マニラ軍事裁判で起訴され、バタン島に墜落、漂着した米軍飛行士を処刑したことや、現地住民に虐待を加え、殺害したことから絞首刑の判決が下った。同じく死刑判決が下っていた本間雅晴が田島の死刑執行文を通訳し、最後の夕食を共にし、1946年（昭和21年）4月3日に執行された。

## 栄典
勲章等
- 1941年（昭和16年）11月11日  - 勲二等瑞宝章[7]